# Clytia hummelincki
Clytia hummelincki är en nässeldjursart som först beskrevs av Eugène Leloup 1934.  Clytia hummelincki ingår i släktet Clytia och familjen Campanulariidae. Inga underarter finns listade i Catalogue of Life.